# Lenino, Voblast de Mahiliow
Lenino (Biélorusse Ле́ніна) est un village de Biélorussie dans le raïon de Horki du voblast de Mahiliow. La population est de 1 481 personnes.

## Histoire

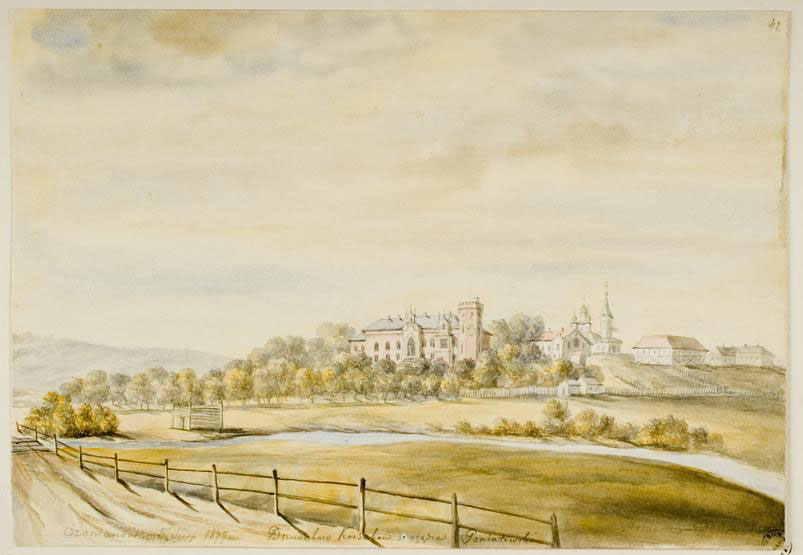
Vue de Romanovo (Lenino), peinture de Napoleon Orda, 1877.

Jusqu'en 1918, le village se nomme Romanovo (en biélorusse : Рама́наў, Ramanaw). Depuis la trêve d'Androussovo  en 1697, il est mentionné comme bourg frontalier de la république des Deux Nations à la limite du tsarat de Moscou. Il appartient à la riche famille des princes Radziwill. Après le premier partage de la Pologne en 1774, les Radziwill refusent de prêter serment à l'impératrice Catherine II de Russie : celle-ci confisque leurs domaines et attribue Romanovo à la famille russe des Dondukov-Korsakov. Le domaine comprend alors 72 villages et 8 589 maisons. À la fin du XIXe siècle, le bourg central compte 700 habitants dont environ la moitié sont de la communauté juive.
À la fin du mois de juillet 1941, tous les juifs du village sont enfermés dans un ghetto. Il est entouré de fils de fer barbelé d'un côté et de la rivière de l'autre. Les prisonniers juifs sont gardés par des policiers locaux. Le 12 juin 1942, les juifs sont assassinés dans une exécution de masse perpétrée par un einsatzgruppen de policiers locaux et d'allemands. Le lieu du massacre est situé à 2 kilomètres à l'est du village.
Les 12 et  13 octobre 1943, une bataille de la guerre germano-soviétique survient immédiatement au nord du village : la bataille de Lenino, premier fait d'armes de la division Tadeusz Kościuszko, unité polonaise pro-soviétique. 
En 1968 un monument est érigé pour commémorer le lieu de la bataille.